# Płocki Rower Miejski
Płocki Rower Miejski – system bezobsługowych wypożyczalni rowerów miejskich, działający w Płocku od 2018 roku. System składa się z 55 stacji i 550 rowerów obsługiwanych przez firmę Nextbike Polska.
W 2021 roku blisko 32 tys. użytkowników skorzystało z rowerów prawie 146 tys. razy.